# Operation 1111
Als Operation 1111 (birmanisch ၁၁၁၁ စစ်ဆင်ရေး) wird eine Militäroffensive der bewaffneten ethnischen Organisationen (englisch Ethnic Armed Organisation kurz EAO) Karenni Army (kurz KA),  Karenni National People’s Liberation Front (kurz KNPLF) und der Karenni Nationalities Defence Force (kurz KNDF) gegen die Streitkräfte der Militärregierung von Myanmar (Englisch: State Administration Council kurz SAC) Tatmadaw bezeichnet.
Die Operation startete am 11. November 2023 (daher ihr Name) im Karenni-Staat und hatte das Ziel den gesamten Bundesstaat einzunehmen und die Tatmadaw zu einem Mehrfrontenkrieg zu zwingen. Die Tatmadaw war bereits in schwere Gefechte im Rahmen der Operation 1027 verwickelt. Die Operation 1111 wurde von verschiedenen Einheiten der bewaffneten Streitkräfte (Englisch People’s Defence Force kurz PDF) der Exilregierung (Englisch: National Unity Government kurz NUG) unterstützt. Die Operation 1111 richtete sich besonders gegen Loikaw der Hauptstadt des Karenni-Staates. Diese wurde zum Beginn der Offensive lediglich von 2 Bataillonen der Tadmadaw verteidigt. Im März 2024 kontrollierte sie noch 50 % des Stadtgebietes. Man geht davon aus das mindestens 15.000 bewaffnete Kämpfer der EAO's und der verschiedenen PDF's an den Kämpfen teilnahmen. Auch geht man davon aus, dass 80 % der Bevölkerung von 280.000 durch die Kämpfe zur Flucht gezwungen wurden. Im März 2024 wurde bekannt, dass die Tadmadaw aufgrund der Operation 1111 65 Stützpunkte und Basislager im Staat aufgeben musste bzw. von den EAO's und den PDF's überrannt worden waren. Ende März 2024 kontrollierten die EAO's die Bezirke Mese, Demoso, Ywathit, Shadaw, Mawchi und Mongpai im Staat und damit 90 % des Gebietes des Karenni-Staates. Im Mai 2024 dauerten die Kämpfe weiterhin an und ermutigten andere EAO's auch Angriffe auf die Tatmadaw durchzuführen.